# Villa Cavallotti

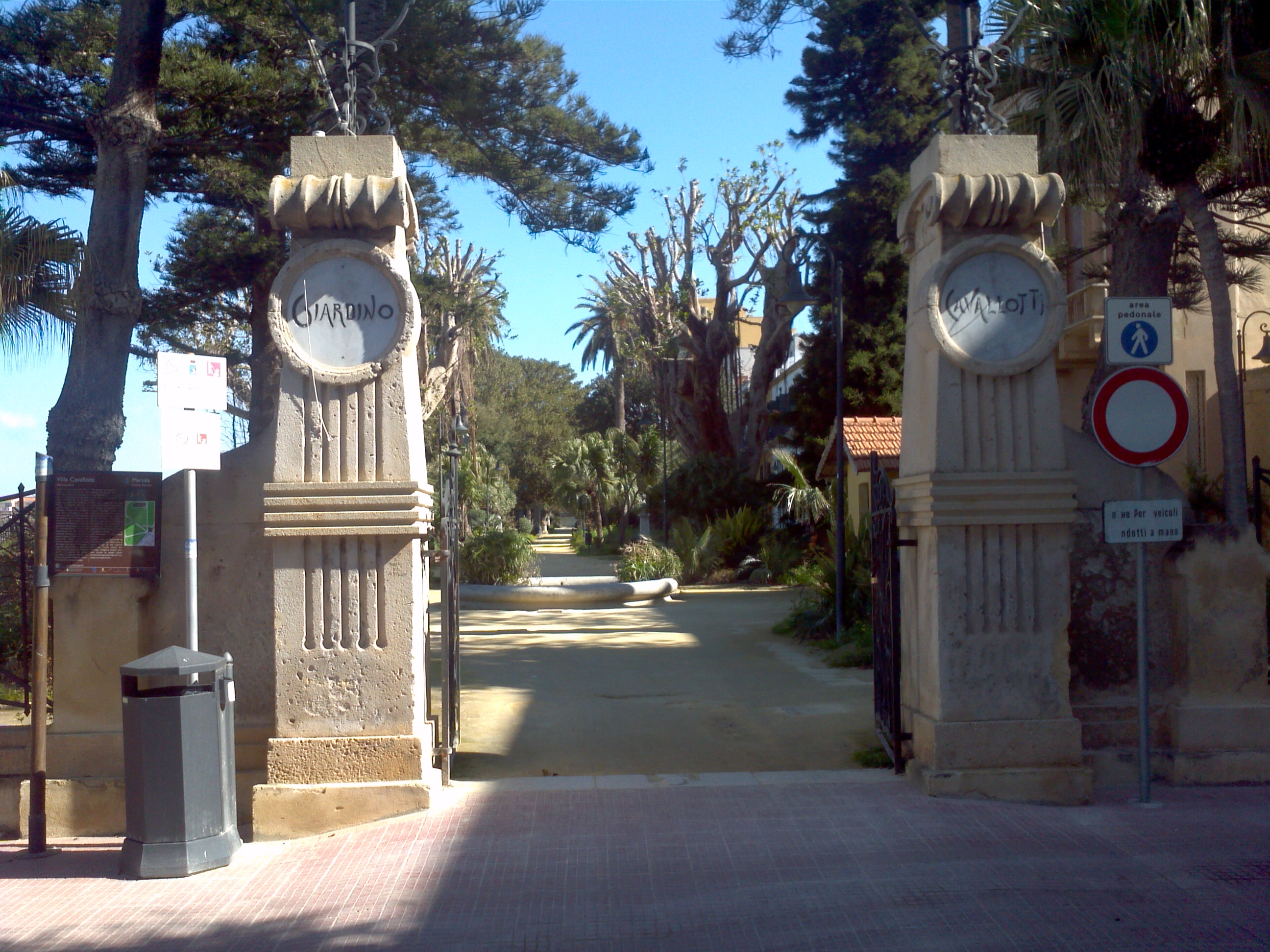
Eingang zur Villa Cavallotti

Villa Cavallotti ist eine öffentliche Parkanlage in Marsala auf Sizilien. Der Park umfasst eine Fläche von etwa 350 × 40 Meter und erstreckt sich in nordöstlich-südwestlicher Richtung am Rand der antiken Stadtmauer zur Ausgrabungszone (Centro Storico) Parco archeologico Lilibeo hin.

## Geschichte
Der Park entstand 1895 auf Willen der Stadtverwaltung, die damit die alten Festungsanlagen der Bastion San Francesco an dieser Stelle abriss, den alten Stadtgraben zuschüttete und eine öffentliche Grünfläche schuf. Seit 1902 ist der Felice Cavallotti (1842–1898) gewidmete Park für die Öffentlichkeit zugänglich. Felice Cavallotti, Garibaldi, Journalist, Dichter und Gründer der linksextremistischen Partei Partito Radicale Italiano in Italien, der kurz zuvor auf tragische Weise starb. Die Planungen für die Parkanlagen sind ganz im Stil des 19. Jahrhunderts gehalten und stammen von Giuseppe Grosso.
Der Name bürgerte sich seit dem Sturz des Faschismus 1943 ein, nachdem er erst 1932 in Villa Crispil umbenannt worden war.